# Yıldız (Beşiktaş)
Yıldız è una mahalle del distretto di Beşiktaş, nella parte europea di Istanbul, in Turchia.

## Geografia fisica
Essa si trova nella parte occidentale del Barbaros Bulvari, che comprende anche il Palazzo e il Parco di Yıldız, di fronte al Palazzo di Yıldız. I confini del quartiere di Yıldız consistono nella strada di collegamento col Ponte dei Martiri del 15 luglio che parte dal Barbaros Bulvari a nord, Palanga Caddesi che parte dallo stesso punto e si dirige verso sud-est, le mahalle di Ihlamur e Dikilitaş a ovest, il Parco di Yıldız a est, Abbasağa a sud-ovest, Serencebey a sud e Çırağan a sud-est.

## Storia
Il palazzo e il quartiere furono costruiti sui pendii boscosi che scendono dalle colline di questa regione verso Beşiktaş e Ortaköy. Nel XV e XVI secolo, i sultani ottomani erano soliti cacciare in questo grande bosco, che apparteneva alla dinastia e che iniziò ad attirare l'attenzione e la popolarità da Solimano il Magnifico in poi. Sebbene anche i sultani successivi abbiano mostrato interesse per i boschetti e i giardini di Yıldız, il Palazzo di Yıldız divenne sinonimo di Abdülhamid II (1876-1909). La storia dell'istituzione di Yıldız come quartiere è legata alla storia del Palazzo di Yıldız. Nella seconda metà del XIX secolo, nella zona a est di Serencebey Yokuşu, che si unisce a Çırağan, iniziarono a essere costruiti palazzi e case in legno. 
Fino alla fine degli anni '50, quando fu aperto Barbaros Bulvari, il quartiere aveva un tessuto residenziale meno denso, intervallato da giardini e piantagioni di gelso. Poiché una parte del Palazzo di Yıldız è stata a lungo utilizzata come Accademia Militare, il quartiere era abitato per lo più da militari e piccole famiglie di funzionari pubblici e da vecchi abitanti di Istanbul. Nel periodo compreso tra gli anni '60 e il 1980, l'edilizia sui pendii che scendono verso la Valle di Ihlamur e che si affacciano su Yıldız subì un'accelerazione enorme, mentre la maggior parte degli edifici sul viale e sulle strade principali cessarono di essere residenze e divennero uffici. 
All'inizio degli anni '70, la costruzione del Ponte sul Bosforo e delle strade di collegamento circostanti ha trasformato il quartiere in un nodo di traffico. Oggi, Yıldız è una delle zone più congestionate di Istanbul.

## Monumenti e Luoghi d'interesse
Negli anni 2000, la Salita di Serencebey, che conserva l'antico tessuto stradale, se non le vecchie case, nella parte del quartiere di Yıldız a est del Barbaros Bulvari, dove si trovano il Palazzo di Yıldız e il Parco di Yıldız, è diventata una zona densamente residenziale. Yıldız Caddesi, che si stacca dal Barbaros Bulvari e vi corre parallela, verso nord, attraversando il parco, ha Ertuğrul Tekke alla sua sinistra e l'hotel Conrad alla sua destra nel punto in cui gira a gomito verso nord. Appena sotto quest'area si trova il quartiere di Cihannüma. Poco più avanti, su Yıldız Caddesi, si trova il liceo Anadolu Atatürk di Beşiktaş. La Moschea di Yıldız si trova a nord-ovest dell'isolato. Più a nord, sullo stesso lato, si trova l'Università Tecnica di Yıldız. A est della moschea si trova l'ingresso principale che conduce al Palazzo e al Parco di Yıldız.